# Masturbare
Masturbarea reprezintă acțiunea de autostimulare a organelor sexuale, de către bărbați sau femei, denumită impropriu onanie sau onanism, adesea cu scopul atingerii orgasmului.
Cercetările au demonstrat faptul că masturbarea este frecventă la oameni de ambele sexe și de toate vârstele, dar există variație. Multe beneficii medicale și psihologice au fost atribuite unei atitudini sănătoase față de sexualitatea umană în general și masturbarea în particular. Nu este cunoscută nicio relație cauzală între masturbare și vreo formă de tulburări fizice sau mentale. Singura excepție sunt unele cazuri din boala Peyronie.
Masturbarea a fost reprezentată în artă din timpuri preistorice și este menționată și discutată în scrieri foarte vechi. În secolele al XVIII-lea și al XIX-lea unii teologi europeni și medici o descriau drept „ticăloasă”, „deplorabilă” și „hidoasă”, dar de-a lungul secolului XX aceste tabuuri au dispărut în mare parte. A sporit discutarea ei și explicarea ei în artă, muzică, televiziune, filme și literatură. Religiile de azi au punct de vedere diferite despre masturbare; unele o privesc drept o practică aducând daune spirituale, altele nu o văd ca dăunătoare din punct de vedere spiritual, iar altele o evaluează în funcție de situație. Statutul legal al masturbării a variat de-a lungul istoriei, iar azi masturbarea în public este ilegală în cele mai multe țări.
În Occident, masturbarea de unul singur sau cu un partener este considerată o parte sănătoasă și normală a plăcerilor sexuale, așa cum diverse autorități de sănătate s-au exprimat în broșurile și politicile lor. Masturbarea a fost observată la multe specii animale, atât libere cât și în captivitate.

## Terminologie: onanism

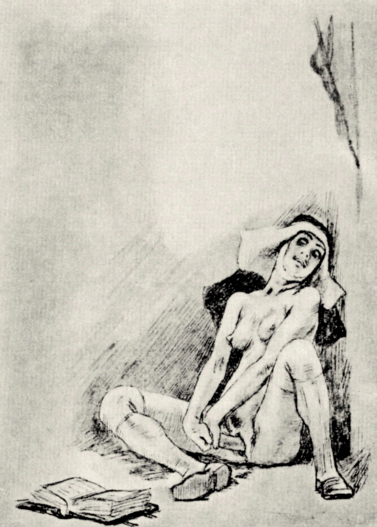

Masturbarea masculină mai este numită, în mod impropriu, și onanie sau onanism, denumire care vine de la personajul biblic Onan.
Acesta refuza împlinirea responsabilității leviratului, a cărui datorie era să însămânțeze pe văduva fratelui său cu care, conform rânduielii, se căsătorise pentru a asigura continuarea neamului acestuia (fiii născuți cu văduva erau deci considerați fii ai celui răposat). Onan, însă, a refuzat să o lase însărcinată pe femeia fratelui său decedat, vărsându-și sămânța pe jos, ca să nu ridice urmași fratelui său (Facerea 38, 9) ceea ce a atras mânia lui Dumnezeu care, drept pedeapsă, l-a omorât. Deci, păcatul lui Onan nu era masturbarea, motiv pentru care, termenul onanie nu ar trebui să fie, strict vorbind, sinonim cu masturbare. Ceea ce făcea Onan se numește coitus interruptus. Biblia nu afirmă nicăieri că masturbarea ar constitui păcat.
Bibliile ortodoxe în limba română, inclusiv traducerea Cornilescu, care inițial se dorea și a fost publicată ca și cum ar fi fost traducere ortodoxă, folosesc termenul „malahienii” sau „malahii” (adică „cei care se masturbează”) pentru cei care nu vor moșteni Împărăția Cerurilor (1 Cor. 6:9). Conform lui Emanuel Conțac și Chrys C. Caragounis această traducere este anacronică (greșită), cuvântul malakia schimbându-și sensul în „masturbare” încă de la opera lui Ioan Gură de Aur (sfârșitul secolului IV d.Hr.). Ortodocșii au tradus sensul din neogreacă, în loc să traducă din greaca koine.

## Tehnici de masturbare
Metodele de masturbare comune ambelor sexe includ apăsarea sau frecarea ariei genitale, fie cu degetele sau cu un obiect, cum ar fi o pernă; stimularea penisului sau vulvei cu vibratoare electrice, care pot fi introduse în vagin sau anus. Membrii ambelor sexe pot să reacționeze la atingerea mamelelor sau a altor zone erogene, folosind uneori și lubrifianți pentru a intensifica senzația.
Citirea sau vizionarea materialelor pornografice, sau fantezia sexuală, sunt de obicei asociate masturbării. Unii își vor reaminti experiențe sexuale anterioare în timpul masturbării.
Unii oameni obțin plăcere sexuală introducându-și obiecte în uretră (tubul prin care se urinează și, în cazul bărbatului, prin care curge sperma). Alte obiecte precum pixurile și termometrele sunt uneori folosite deși această practică poate conduce la răni și/sau infecție. Unii oameni se masturbează folosind aparate care simulează coitul.

## Masturbarea din punct de vedere medical și psihologic

### Scurt istoric

#### În Antichitate
Masturbarea era considerată un act divin în Egiptul antic, urmare a convingerii că lumea a fost creată de zeul Atum care și-a slobozit sămânța pe Pământ. Faraonii obișnuiau să practice un ritual care simboliza creația, masturbându-se în timpul unor ceremonii publice, apoi ejaculau în Nil pentru a se asigura că nivelul fluviului nu va fi afectat de secetă. De asemenea, în timpul sărbătorii închinate lui Min, zeul fertilității masculine, egiptenii se masturbau în public pentru a-i aduce astfel mulțumire pentru potență.
Grecii antici considerau masturbarea drept normală și drept înlocuitor sănătos pentru alte forme de plăcere sexuală. Ei o considerau drept supapă contra frustrărilor sexuale distructive.
„Folosind exemplul masturbării publice a lui Diogene, Laqueur arată că, în mod ironic, în lumea antică masturbarea era considerată drept cea mai moderată formă de satisfacere sexuală; exact opusul a ceea ce avea sa devină după Onania (91).”—Jennie Rosenfeld, Talmudic Re-readings: Toward a Modern Orthodox Sexual Ethic

#### În Epoca Modernă
Obsesia europeană și americană cu masturbarea a început în 1722. Obsesia respectivă este o creație a iluminismului.
În 1838, Jean Esquirol⁠(en)[traduceți] declarase în Des Maladies Mentales că masturbarea era „recunoscută în toate țările ca o cauză a nebuniei”.
Atitudinile medicale față de masturbare au început să se schimbe spre sfârșitul secolului al XIX-lea când H. Havelock Ellis⁠(en)[traduceți], în lucrarea sa fundamentală din 1897 Studii în psihologia sexului, a pus sub semnul întrebării premisele lui Simon-Auguste Tissot.

#### Secolul XX
În jurul începutului secolului XX, presupusa boală de isterie feminină—din grecescul hystera sau uter—era tratată prin ceea ce azi am putea descrie drept masturbare administrată de către medic. Tehnicile includeau primele vibratoare și frecarea organelor genitale ale pacientei cu creme placebo.
Psihanalistul australian Wilhelm Reich în eseul său din 1922 Concerning Specific Forms of Masturbation a încercat să identifice formele sănătoase și cele nesănătoase de masturbare. A încercat să coreleze modul în care oamenii se masturbează cu gradul de înclinare către sexul opus și cu patologiile lor psiho-sexuale.
Deja în 1961 Enciclopedia comportamentului sexual a lui Albert Ellis și Albert Abarbanel declara că masturbarea este normală și sănătoasă la orice vârstă.
În secolul al XX-lea (1962), ideea de „nebunie datorată masturbării” a fost atribuită unor ipoteze iraționale și neștiințifice.
Thomas Szasz, MD reda în 1973 schimbarea consensului științific astfel:
„Masturbarea: activitatea sexuală de căpătâi a omenirii. În secolul al XIX-lea era o boală; în cel de-al XX-lea este un leac.”—Thomas Szasz, The Second Sin
Această schimbare de consens medical a fost inițiată de cercetările magistrale ale lui Alfred Kinsey și ale cuplului William H. Masters cu Virginia E. Johnson. Ei au arătat că masturbarea este practicată de marea majoritate a oamenilor și că este un comportament sănătos din punct de vedere medical și normal din punct de vedere psihologic.
În SUA masturbarea nu mai este un diagnostic valabil începând cu DSM II (1968). Asociația Medicală Americană⁠(en)[traduceți] a declarat în mod consensual masturbarea ca normală în 1972. Dörner și alții au scris în studiul lor devenit clasic (1978): „Autosatisfacerea este deci un bun neprețuit pentru reușita plăcerii sexuale, dar și pentru alte relații de parteneriat și sexuale: căci numai dacă pot să-mi ofer mie ceva, pot să-i ofer și altuia. ... Nu autosatisfacerea, ci sentimentele aflate în strânsă legătură cu aceasta necesită printre altele ajutor prin consiliere, respectiv terapie!”

### Secolul XXI
Conform Manualului Merck, „Ea este considerată anormală doar când oprește comportamentul vizând partenerul, este făcută în public sau este suficient de compulsivă pentru a produce deranj.” Masturbarea nu produce ejaculare precoce. Ce a scris Centrul de sănătate McKinley al Universității din Illinois: „Științele medicale au destrămat multe mituri asociate formal cu masturbarea, cum ar fi că îți crește păr în palmă, ar produce nebunie sau că masturbarea ar goli corpul de energie.”
Exprimat profetic de Szasz în 1973, Encyclopædia Britannica aprobă în 2019 folosirea masturbării în cadrul terapiei problemelor sexuale. Human Sexuality: An Encyclopedia a făcut același lucru spre sfârșitul secolului XX. Britannica numește „mituri” ideile că masturbarea ar fi nesănătoasă sau comportament imatur.
Stoian și Navolan afirmă că învățarea masturbării este folositoare în cazul tulburărilor de orgasm feminin.
Masturbarea în fiecare zi nu este dăunătoare, chiar de mai multe ori pe zi.
Potrivit DSM-5-TR, „ejacularea întârziată este asociată cu masturbarea foarte frecventă, utilizarea tehnicilor de masturbare care nu sunt ușor de duplicat de un partener și disparități marcate între fanteziile sexuale în timpul masturbării și realitatea sexului cu un partener.”
În general masturbarea nu are riscuri, iar complicațiile apar rar. Când ele apar, este în general o problemă de tehnică de masturbare sau din cauza unei boli psihiatrice preexistente.
Masturbarea este o activitate sexuală recunoscută ca aparținând normei și fiziologicului. Atitudinile sociale vizavi de masturbare sunt însă destul de variabile, păreri precum: este un păcat, este un semn de imaturitate, este nenaturală sau inhibă dezvoltarea organelor sexuale tind să nu aibă legătură cu realitatea obiectivă, ci mai degrabă cu cea subiectivă. Este practicată în proporție importantă în populația generală, de până la 95% în populația masculină, respectiv 65% în cea feminină. Este mai frecventă la adolescenți și adulți tineri, dar nu este exclusă nici la persoanele vârstnice. Atitudinea generală față de această practică sexuală este modulată de factori externi: model grup social-religie-mituri-familie.— Dana Stoian (2020) Sexologia de la A la Z
Mulți alți medici, cercetători medicali, universități și comisii de stat pentru educația medicală susțin aceste concluzii. De exemplu, un studiu modern arată că a avea multe orgasme protejează bărbații împotriva bolilor de inimă.
Sexologul și istoricul Thomas W. Laqueur⁠(en)[traduceți] a afirmat: „Mai puțin clinic, mai puțin manifest politic, viciul solitar al imaginației și al fanteziei care îl îngrozise atât de mult pe Rousseau fusese transformat într-o virtute: plăcerea de sine era calea către autocunoaștere, autodescoperire și bunăstare spirituală.”
Asociația Psihologilor din România s-a referit la niște prejudecăți despre masturbare într-un comunicat oficial din 2021.

## Frecvență, vârstă, sex
Frecvența cu care cineva se masturbează este determinată de mai mulți factori, de exemplu puterea cuiva de a rezista la tensiunea sexuală, nivelul hormonilor care influențează excitarea sexuală, obiceiurile sexuale, influența anturajului, starea de sănătate și atitudinea cu privire la masturbare desprinsă din cultura acelei persoane; E. Heiby și J. Becker au cercetat-o pe ultima. Anumite probleme medicale sunt corelate cu masturbarea, în care masturbarea nu este cauză, ci efect, cu excepția introducerii de corpuri străine (obiecte) în vezica urinară.
Mai multe cercetări au găsit că masturbarea este frecventă la oameni. Studiile din anii '50 ale lui Alfred Kinsey asupra populației americane au arătat că 92% din bărbați și 62% din femei s-au masturbat de-a lungul vieții lor. Rezultate similare au fost obținute într-un sondaj național de probabilitate din Marea Britanie în anul 2007. Rezultatele au arătat că dintre indivizii între 16 și 44 de ani, 95% din bărbați și 71% din femei s-au masturbat la un moment dat. 73% din bărbați și 37% din femei au raportat că s-au masturbat în ultimele patru săptămâni dinaintea sondajului, în timp ce 53% din bărbați și 18% din femei au raportat că s-au masturbat în ultimele șapte zile dinaintea lui.
Un studiu britanic din 2008 numit „The Gossard Big M Survey” a arătat că masturbarea este în creștere printre femeile între 18 și 30 de ani și că 92% din femeile cuprinse în studiu se masturbaseră. Mai departe, două treimi se masturbaseră de cel puțin 3 ori pe săptămână iar dintre cele din Londra au raportat că se masturbaseră de cel puțin 4 ori pe săptămână. În cadrul cercetării a fi sau nu căsătorită și frecvența cu care făceau sex cu un partener nu au avut efecte statistice asupra frecvenței cu care se masturbau. Adică, femeile care se masturbaseră aveau aceeași probabilitate de a face sex cu un partener în cursul acelei săptămâni ca și femeile care nu se masturbaseră. Masturbarea a fost folosită pentru a spori contactele sexuale regulate și este adesea folosită în terapiile sexologice pentru a trata problemele de performanță sexuală, dar nu pentru a înlocui contactele sexuale.
Conform Manualului Merck, 97% din bărbați și 80% din femei s-au masturbat. Din totalul persoanelor anchetate, 33% dintre femei și 66% dintre bărbați (adică aproape jumătate din populație) au recunoscut că se masturbaseră în ultimele patru săptămâni.
Masturbarea este considerată normală la copii, chiar la vârste foarte fragede. În anul 2009, guvernul britanic s-a alăturat guvernului olandez și altor guverne europene în a încuraja adolescenții să se masturbeze cel puțin o dată pe zi. Orgasmul a fost definit drept un drept al adolescenților într-un pliant medical. Aceasta a fost făcut ca urmare a datelor și experienței altor state din Uniunea Europeană pentru a reduce numărul de sarcini înregistrate în rândul adolescentelor, bolile cu transmitere sexuală și pentru a promova obiceiuri sănătoase.
Conform New Oxford Textbook of Psychiatry (ed. I), „Masturbarea și jocurile sexuale sunt obișnuite cu mult înainte de pubertate. Comportamentul sexual la copiii mici este ceva obișnuit și va trebui privit drept semn de abuz sexual doar când este în afara contextului și este pervers.”
În cartea Human Sexuality: Diversity in Contemporary America de Strong, Devault și Sayad autori indică faptul că „un bebeluș de sex masculin poate râde în leagăn în timp ce se joacă cu penisul său umflat”. „Bebelușii de sex feminin își mișcă uneori corpurile în mod ritmic, aproape violent, părând că experimentează orgasmul.” Ginecologii italieni Giorgio Giorgi și Marco Siccardi au observat cu ultrasunete cum un fetus feminin părea că se masturba și părea să aibă un orgasm în uterul mamei sale.
Credințele publicului larg consideră că persoanele de ambele sexe care nu au relații sexuale active se masturbează mai frecvent decât cei care au astfel de relații; totuși de cele mai multe ori aceasta nu este adevărat, deoarece masturbarea de unul singur sau împreună cu un partener se întâlnește des în cadrul relațiilor de cuplu. Contrar unor credințe înrădăcinate, mai multe studii au demonstrat o corelație pozitivă între frecvența masturbării și frecvența contactelor sexuale. Un studiu a raportat rate semnificativ mai mari ale masturbării la homosexuali și lesbiene care trăiau împreună cu partenerii lor.
Citat din Coon și Mitterer: „Aproximativ 70 de procente din femeile și bărbații căsătoriți se masturbează cel puțin sporadic.”
Conform Mitterer, Coon și Martini: « Se masturbează mai mulți bărbați decât femei? Da. În timp ce 89% dintre femei au raportat că s-au masturbat la un moment dat, cifra a fost de 95% pentru bărbați. (Unii cinici adaugă: „Și ceilalți 5 la sută mint!”) »

## Influență în mărirea șanselor de fertilizare
Masturbarea poate spori șansa de fertilizare în cazul contactelor sexuale. O cercetare australiană din 2009 a demonstrat că a ejacula zilnic este un factor important al sănătății și motilității spermei.
Masturbarea feminină influențează starea vaginului, cervixului și uterului într-un mod care modifică șansa de concepere a unui făt, depinzând de momentul masturbării. Un orgasm cu între un minut și 45 de minute după inseminare sporește șansele ca sperma să ajungă la ovul. Dacă, de exemplu, femeia ar fi avut contact sexual cu mai mulți bărbați, un astfel de orgasm ar spori șansa ca ea să fie fecundată de unul dintre ei. Masturbarea feminină poate proteja contra infecțiilor cervicale prin a crește aciditatea mucoasei cervicale și prin a elimina deșeurile în afara cervixului.
La bărbați, masturbarea elimină sperma de motilitate scăzută din tractul genital masculin. Următoarea ejaculare va conține mai multă spermă proaspătă, care are o șansă sporită de a fecunda ovulul în urma unui contact sexual. Dacă mai mulți bărbați au contacte sexuale cu aceeași femeie, sperma cu cea mai mare motilitate va concura mai efectiv cu sperma celorlalți bărbați.

## Perspective socioculturale
Immanuel Kant considera că masturbarea este imorală, dar argumentele sale au fost respinse drept eronate de eticienii din secolele XX și XXI. Conform unui interviu cu Emilian Mihailov, „când te uiți ce justificare propune, te ia râsul”, iar a defini masturbarea ca imorală este o confabulație morală. Din punct de vedere obiectiv masturbarea nu este imorală.
Lyman Stone scriind pentru revista evanghelică Christianity Today a declarat că „Bărbații protestanți care merg des la biserică sunt practic singurii bărbați din SUA care rezistă față de norma culturală de a folosi pornografie în mod frecvent.”
1. În India se crede și în prezent că masturbarea duce invariabil la impotență sexuală.2. În Japonia se crede că masturbarea crește coeficientul de inteligență al bărbaților, pe motiv că aceștia se pot concentra mai ușor dacă s-au masturbat recent.— Cele mai bizare 20 de superstiții din România și din lume: pisica neagră aduce ghinion, păduchele pe frunte înseamnă moarte, iar masturbarea te face impotent

### Picturi, reliefuri și desene

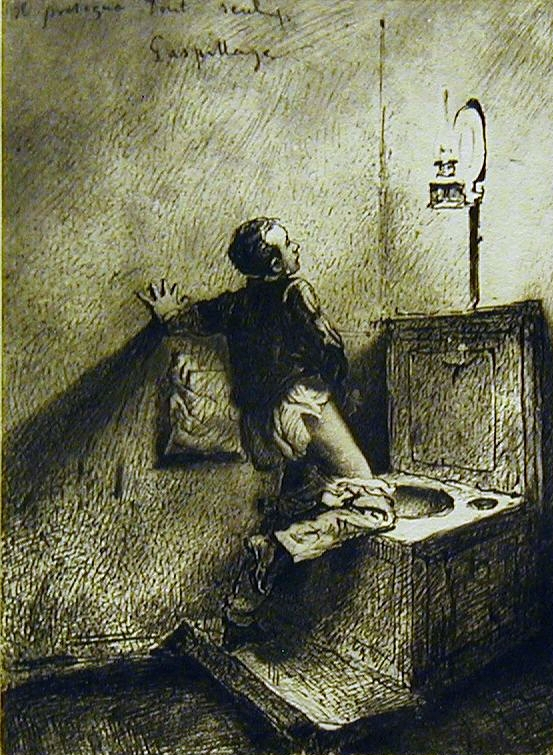
Masturbation, 1911, gravură în cupru de Mihály Zichy.
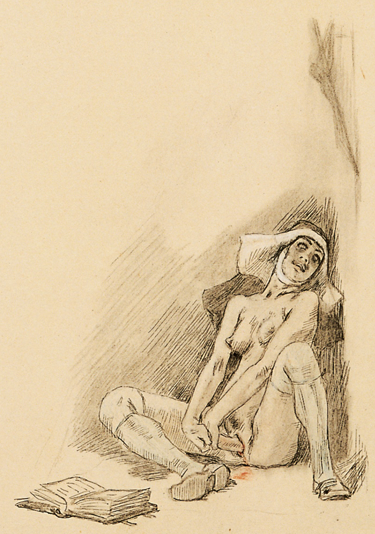
Extazul religios ilustrat drept masturbare de Félicien Rops (1833-1898).
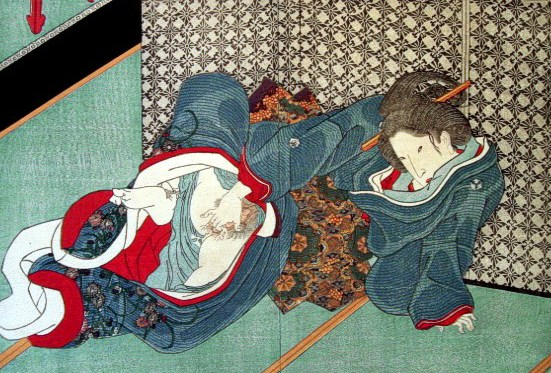
Masturbarea desenată într-un imprimat Shunga din sec. al XIX-lea, operă a lui Kunisada.
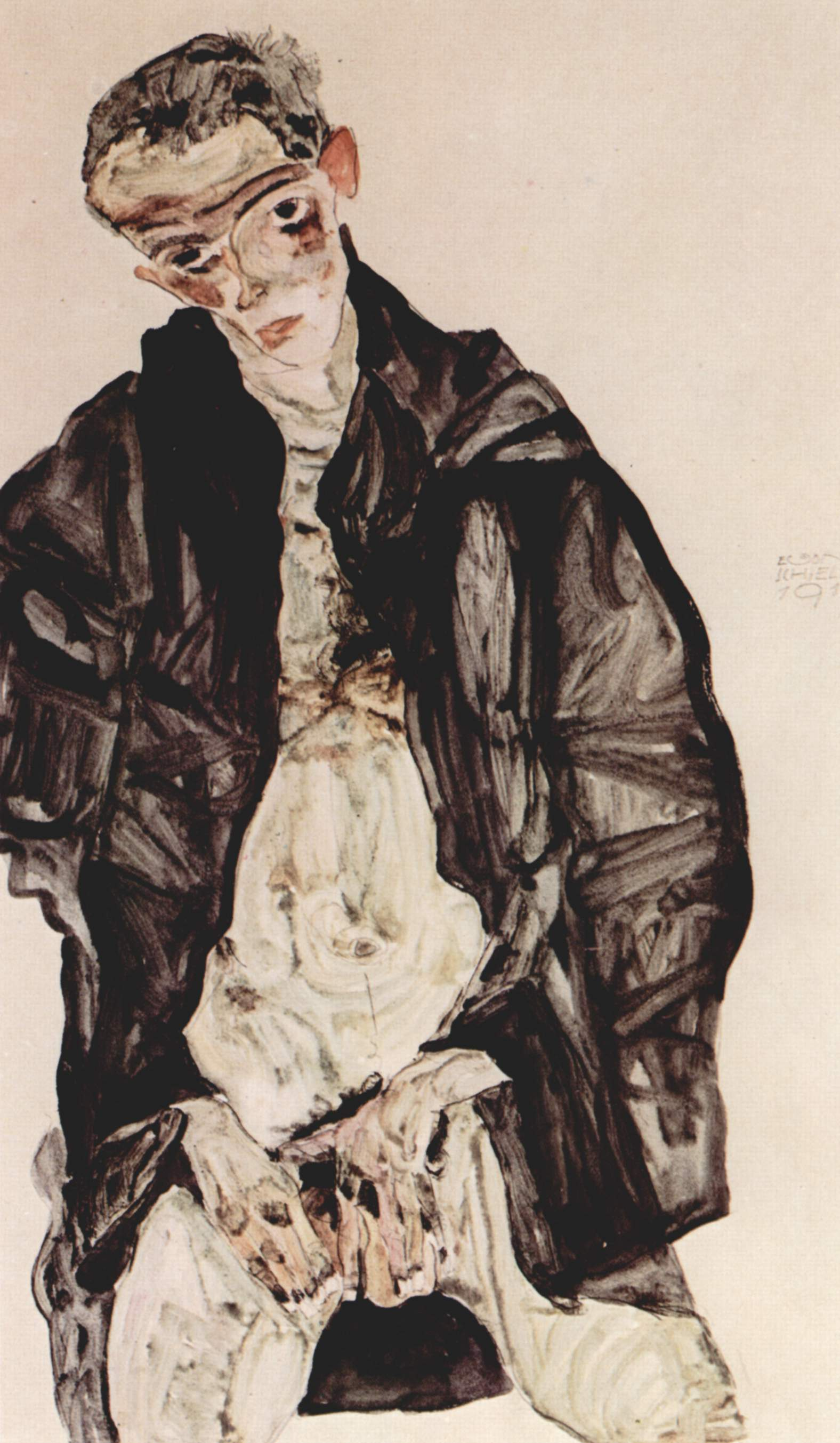
Autoportret al lui Egon Schiele din 1911, reprezentând masturbarea.
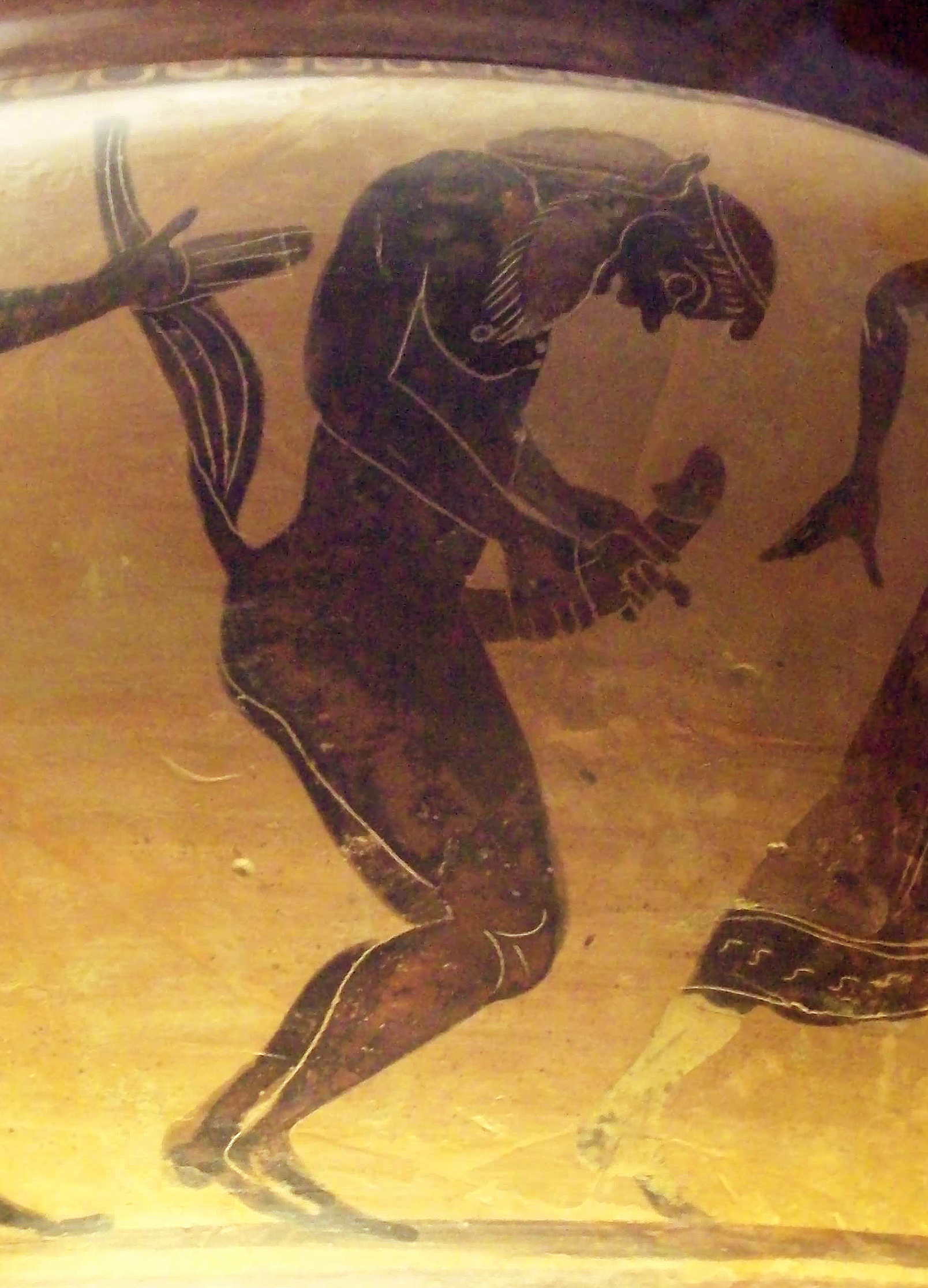
Un krater din Grecia antică din sec. al VI-lea î.Hr. cu un satir masturbându-se.
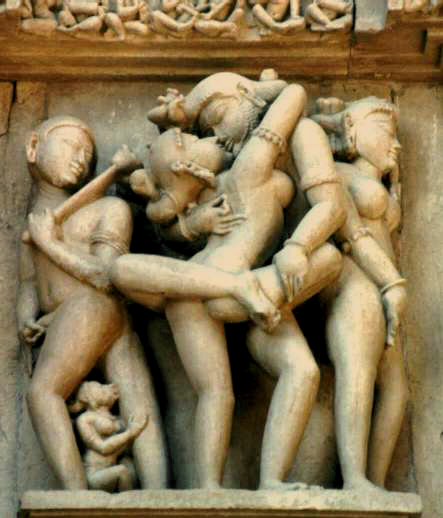
Un relief din templul de la Khajuraho în Madhya Pradesh, India reprezintă un cuplu în contact sexual cu un bărbat și o femeie care se masturbează de fiecare parte.

Pe pereții de piatră pot fi observate multe exemple de picturi preistorice din lume ce invocă masturbarea. O statuetă din mileniul al IV-lea î.Hr., scoasă dintr-un sit pe insula Malta, reprezintă o femeie masturbându-se.